# 1991 (миниалбум)
„1991“ е дебютният миниалбум на американската рапърка Азалия Банкс. Издадено е на 28 май 2012 г. във Великобритания и на 29 май 2012 г. в Съединените американски щати за дигитално сваляне.

## История
Миниалбумът е планиран за издаване на 17 април 2012 г.Списъкът с песни на миниалбума се появява на 28 март 2012 г. В него трябваше да има две нови песни – 1991 и Grand Prix.На 15 май 2012 г. Азалия Банкс издаде обложката, разкри датата за издаване и списъка с песни. Van Vogue и Liquorice изместиха Grand Prinx. „Van Vogue“ трябваше да бъде дует с рапърката Лил Ким.

## История на издаване
| Държава        | Дата           | Формат            | Музикален издател |
| -------------- | -------------- | ----------------- | ----------------- |
| Великобритания | 28 май 2012 г. | Дигитално сваляне | Polydor           |
| САЩ            | 29 май 2012 г. | Дигитално сваляне | Interscope        |
| САЩ            | 12 юни 2012 г. | CD                | Interscope        |

## Позиции в музикалните класации
| Класация                          | Позиция |
| --------------------------------- | ------- |
| Australia Urban Albums Chart      | 18      |
| US Heatseakers Albums (Billboard) | 1       |
| US Rap Albums (Billboard)         | 12      |

## Списък с песни
| №  | Име       | Време |
| -- | --------- | ----- |
| 1. | 1991      | 3:30  |
| 2. | Van Vogue | 5:57  |
| 3. | 212       | 3:24  |
| 4. | Liquorice | 3:17  |

## Сингли
212 е първият сингъл от миниалбума. Издаден е на 6 декември 2011 г.
Liquorice е издаден като сингъл на 4 декември 2012 г.